# Colin A. Russell
Colin Archibald Russell (* 9. Juli 1928 in London; † 17. Mai 2013) war ein britischer Wissenschafts- und speziell Chemiehistoriker.

## Leben
Russell studierte Chemie an der University of Hull und der Universität London und war danach ab 1950 Assistant Lecturer für Chemie am Kingston Technical College und ab 1959 Lecturer für organische Chemie am Harris College, der heutigen University of Central Lancashire in Preston. Daneben studierte er Wissenschaftsgeschichte an der Universität London mit der Promotion 1962. Ab 1970 lehrte er an der Open University, an der er die Abteilung Wissenschaftsgeschichte und -philosophie gründete. 
Er befasste sich mit Geschichte britischer Industrieller Chemie auch unter Umweltaspekten und in der Industriearchäologie, Wissenschaft und Religion, Edward Frankland und Michael Faraday und Eisenbahngeschichte.
1978 erhielt er einen D.Sc. der Universität London. 1990 erhielt er den Dexter Award und 1995 die David Mellor Medal der University of New South Wales. Er war Fellow der Royal Society of Chemistry und 1999 bis 2002 in deren Rat. 1986 bis 1988 war er Präsident der British Society for the History of Science. Er war Präsident von Christians in Science.

## Schriften
- The History of Valency, 1971
- Science and Religious Belief: A Selection of Recent Historical Studies, 1973
- mit Gerrylynn K. Roberts, Noel George Coley: Chemists by Profession: The Origins and Rise of the Royal Institute of Chemistry, 1977
- Science and Social Change in Britain and Europe, 1700–1900, 1984
- Lancastrian Chemist: The Early Years of Sir Edward Frankland, 1986
- Cross-Currents: Interactions between Science and Faith, InterVarsity Press (UK) 1985
- Herausgeber mit D. C. Goodman: The Rise of Scientific Europe, 1500–1800,  1991
- The Earth, Humanity and God, 1994
- Edward Frankland: Chemistry, Controversy and Conspiracy in Victorian England, Cambridge: Cambridge University Press, 1996
- Michael Faraday: Physics and Faith, 2000
- Chemistry, Society and Environment: A New History of the British Chemical Industry, 2000
- Herausgeber mit G. K. Roberts: Recent developments in the history of chemistry, Band 2, 2005